# Night Stalker (jeu vidéo)
Pour les articles homonymes, voir Night Stalker.
Night Stalker (Le Chasseur de nuit ou Le Chasseur nocturne pour certaines éditions francophones) est un jeu vidéo développé et édité par Mattel Electronics, sorti en 1982 sur la console Intellivision, puis porté par le label M Network sur Atari 2600 (sous le titre Dark Cavern ou La Caverne souterraine), Apple II, et PC,. Une version a également été développée pour l'ordinateur Aquarius de Mattel.

## Système de jeu
Night Stalker est un jeu dérivé de Berzerk. Le joueur est prisonnier d'un labyrinthe et poursuivi par des robots qui lui tirent dessus, des chauves-souris et une araignée géante. Un pistolet apparait parfois, permettant de détruire les robots, mais le nombre de munitions est limité. Au fur et à mesure que le joueur progresse, les robots deviennent plus rapides et dangereux. Au-delà de 80 000 points, un nouveau robot entre en scène : celui-ci est invisible et seuls les impacts du tir de pistolet permettent au joueur de le localiser.

## Développement
C'est Steve Montero, passionné de robotique, qui se retrouve naturellement à la conception de ce titre. Au cours son développement, vers la fin de 1981, le jeu est un des favoris des autres programmeurs qui jouent les testeurs, mais lors du premier véritable test alpha, un enfant de 12 ans va plus loin que n'importe lequel d'entre eux. Montero est obligé d'augmenter la difficulté en intégrant un nouveau robot, plus résistant. Mais par manque de mémoire, cela ne peut se faire qu'au détriment d'une des meilleurs fonctionnalité : la toile d'araignée. À l'origine, en se déplaçant dans le labyrinthe, l'araignée pouvait laisser une toile qui ralentissait considérablement le joueur s'il la touchait. Sans la toile, l'araignée devient un simple adversaire qui se déplace, comme les chauves-souris. Cette fonctionnalité lui tenait tellement à cœur, qu'une fois Night Stalker terminé, Montero propose de réalisé une suite, Ms. Night Stalker, sur une cartouche de plus grande capacité (12K au-lieu de 4K), qui intègrerait la toile d'araignée, plusieurs armes comme un bazooka, des labyrinthes scrollant sur plusieurs écrans, des robots à l'IA plus poussée, etc. Mais Mattel écarte l'idée et assigne Montero au développement de Space Shuttle, ce qui contribuera à son départ, peu de temps après, de Mattel et du milieu du jeu vidéo.
Les illustrations du packaging sont de Jerrol Richardson.

## Accueil
Rawson « The Vid Kid » Stovall donne au jeu une note globale de « B+ ». Il apprécie l'ambiance sonore « pleine de suspense » et les « super » graphismes. Il souligne les commandes « horribles » pour qui n'a pas l'habitude de la manette de l'Intellivision, le pavé numérique servant à choisir la direction dans laquelle tirer.
La revue Micro & Video, qui fait un test simultané des versions Intellivision et Atari 2600, constate que les graphismes sont « un peu approximatifs » dans la version Atari 2600, comme c'est généralement le cas dans les portages M Network, mais l'action y est plus rapide que dans la version Intellivision.

## Héritage
Night Stalker est présent, émulé, dans les compilations Intellivision Lives! (en) et Intellipack 2 d'Intellivision Productions, sorties sur diverses plateformes ainsi que dans A Collection of Classic Games from the Intellivision sorti sur PlayStation en 1999.
Night Stalker fait partie des jeux intégrés dans la console Intellivision Flashback, sortie en 2014. Dark Cavern est inclus dans certaines versions de la console Atari Flashback,.
Le 5 mai 2010, Night Stalker est ajouté au service Game Room (en) de Microsoft, accessible sur Xbox 360 et PC.
En septembre 2012, Intellivision Productions annonce l'arrivée sur le PlayStation Home d'Intellivision Gen2, regroupant trois jeux classiques de la console de jeu Intellivision, dont Night Stalker Gen2. L'équipe de développement les présente comme des « conversions améliorées mais complètement fidèles » aux originaux. En 2015, Retroaction Entertainment lance une campagne Kickstarter dans le but d'adapter ces trois titres modernisés sur PC et Mac. Toutefois, l'objectif de financement du projet n'est pas atteint. 
En 2021, la cartouche Intellivision Collection 1 porte douze titres de l'Intellivision, dont Night Stalker, sur les consoles Evercade.
Un remake est annoncé sur la future console Amico.